# Vệ tinh thông tin

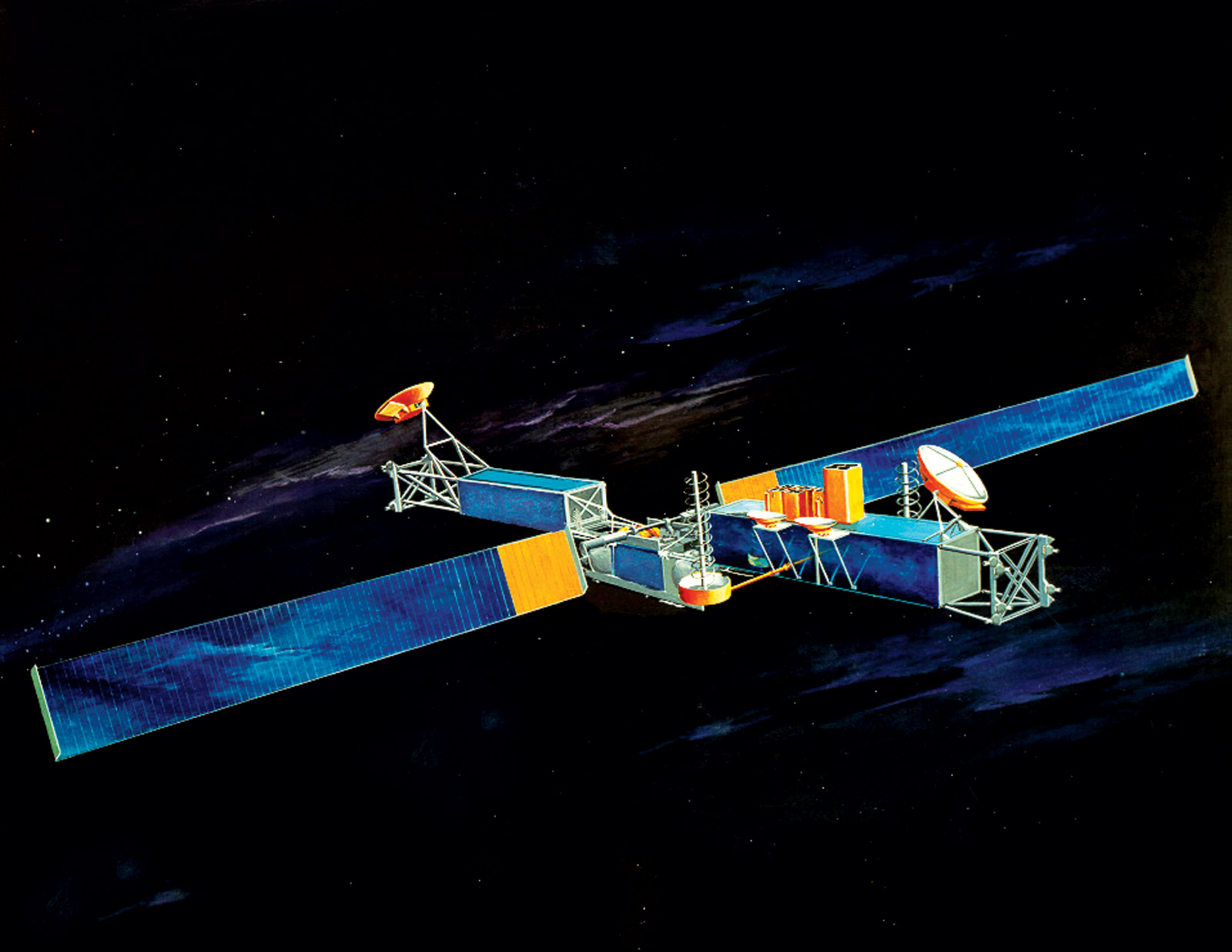
Vệ tinh thông tin quân sự MILSTAR của Hoa Kỳ.

Vệ tinh thông tin (tiếng Anh: communications satellite, đôi khi viết tắt là SATCOM), hay còn được gọi là vệ tinh truyền thông, là vệ tinh nhân tạo đặt trong không gian dùng cho viễn thông. Vệ tinh thông tin hiện đại có nhiều loại quỹ đạo như quỹ đạo địa tĩnh, quỹ đạo Molniya, quỹ đạo elip, quỹ đạo (cực và phi cực) Trái Đất thấp.
Vệ tinh thông tin là kỹ thuật tiếp sức vô tuyến vi ba bên cạnh thông tin cáp quang biển trong truyền dẫn điểm điểm cố định. Nó cũng được dùng trong các ứng dụng di động như thông tin cho tàu xe, máy bay, thiết bị cầm tay và cho cả tivi và quảng bá khi mà các kỹ thuật khác như cáp không thực tế hoặc không thể.

## Lịch sử

### Sứ mệnh ban đầu
Vệ tinh nhân tạo đầu tiên là Sputnik 1 của Liên Xô, được dẫn lên vào ngày 4 tháng 10 năm 1957, và được trang bị cùng với máy phát radio làm việc trên hai tân số 20,005 và 40,002  MHz. Vệ tinh đầu tiên để liên lạc của Hoa Kỳ là kế hoạch SCORE năm 1958 sử dụng băng từ để ghi tin nhắn âm thanh. Nó được sử dụng để ghi và gửi một lời chúc mừng giáng sinh đến thế giới của tổng thống Mĩ Dwight D. Eisenhower. NASA phóng vệ tinh Echo vào năm 1960; một quả cầu 30m được mạ lớp PETfilm năm 1960; để phục vụ như là một gương phản xạ bị động cho việc liên lạc vô tuyến. Courier 1B được xây dựng bởi Philco cũng được phóng lên vào năm 1960 và là vệ tinh nhắc chủ động đầu tiên trên thế giới.
Telstar là vệ tinh liên lạc tiếp âm trực tiếp và động đầu tiên. Thuộc về công ty điện thoại, điện báo Mỹ (AT&T) như là một phần của hợp đồng đa quốc gia giữa AT&T, phòng thí nghiệm điện thoại Bell, NASA, bưu điện Anh, viễn thông Pháp để phát triển vệ tinh liên lạc, nó được phóng lên bởi NASA từ mũi Canaveral vào ngày 10 tháng 7 năm 1962, là cuộc phóng vào không gian của tư nhân đầu tiên. Telstar được đặt trên một quỹ đạo elip (hoàn thành một chu kỳ sau 2 giờ và 37 phút), quay ở một góc 45° trên xích đạo.
Một tiền lệ trực tiếp của vệ tinh địa tĩnh là Huges Syncom 2 được phóng lên vào 26 tháng 7 năm 1963. Syncom 2 quay quanh Trái Đất mỗi lần một ngày với tốc độ không đổi, nhưng do vẫn còn có sự vận động bắc-nam, vẫn cần có thiết bị đặc biệt để theo dõi nó.

### Quỹ đạo địa tĩnh

Quỹ đạo địa tĩnh

Một vệ tinh trên quỹ đạo địa tĩnh xuất hiện trên một điểm cố định nhìn từ Trái Đất. Một vệ tinh địa tĩnh quay quanh Trái Đất với tốc độ không đổi mỗi lần một ngày trên xích đạo.
Quỹ đạo đĩa tĩnh có hữu ích cho ứng dụng liên lạc vì mặt đất được bố trí những ăngten, những cái phải trục tiếp hướng tới vệ tinh, có thể tổ điều hành hiệu quả không cần những thiết bị đắt tiền để theo dõi chuyển động của vệ tinh. Đặc biệt là những nhiệm vụ yêu câu số lượng lớn những ăng ten mặt đất như (truyền hình trực tiếp TV), tiết kiệm thiết bị mặt đất còn được nhiều hơn cả chi phí đắt đỏ đưa vệ tinh lên quỹ đạo địa tĩnh cao.
Ý tưởng nền tảng của vệ tinh liên lạc địa tĩnh được đề xuất lần đầu bởi Arthur C. Clarke, xây dựng hoạt động bởi Kóntantin Tsiolkovsky và năm 1929 thực hiện bởi Herman Potočnik. Vào tháng 10 năm 1945 Clarke xuất bản một bài viết mang tựa đề "Extra-terrestrial Relays Lưu trữ ngày 25 tháng 12 năm 2007 tại Wayback Machine" trên tạp chí Anh "Wireless World". Bài báo đã miêu tả nền tảng đằng sau sự pháp triển của vệ tinh nhân tạo trên quỹ đạo địa tĩnh nhằm mục đích tiếp âm cho tín hiệu radio. Vì vậy Arthur C.Clacke thường được bầu là người phát minh ra vệ tinh địa tĩnh.
Vệ tinh đĩa tĩnh đầu tiên thực sự được phóng lên quỹ đạo là Syncom 3, được phóng vào ngày 19 tháng 8 năm 1964. Nó được đặt vào quỹ đạo 180° đông (kinh độ), phía trên đường thời gian quốc tế (international date line). Nó được sử dụng trong năm đó để tiếp âm cho việc đưa tin truyền hình thí nghiệm của thế vận hội mùa hè năm 1964 ở Tokyo tới Mĩ, đây là thế vận hội đầu tiên được phát sóng quốc tế. Mặc dù Syncom 3 một vài lần được tán thành cùng với chương trình phát sóng tivi đầu tiên qua Thái Bình Dương, nhưng vệ tinh Relay 1 đã phát sóng từ Mĩ đến Nhật vào 22 tháng 11 năm 1963.
Thời gian ngắn sau Syncom 3, Intelsat I, Early Bird được phóng lên vào ngày 6 tháng 4 năm 1965 và được đặt ở quỹ đạo 28° kin độ tây. Nó là vệ tinh địa tĩnh đầu tiên dùng cho liên lạc viễn thông qua Đại Tây Dương
Ngày 9 tháng 11 năm 1972, vệ tinh địa tĩnh đầu tiên phục vụ cho trong lục địa Anik A1 được phóng lên bởi Telesat Canada, cùng với Mĩ phóng Westar 1 bởi Western Union vào 13 tháng 4 năm 1974.
Ngày 19 tháng 12 năm 1974, vệ tinh liên lạc địa tĩnh đầu tiên trên thế giới được ổn định 3 trục phóng lên: Franco-German Symphonie/
Sau khi phóng Telstar, Syncom3, Early Bird, Anik A1 và Westar 1, RCA Americon (Sau GE americom bây giờ là SES Americom) Satcom 1 được phóng năm 1975. Nó là phương tiện cáp sớm giúp các kênh TV nhưHBO, CBN, ABC Family và kênh thời tiết (của Mĩ) trở nên thành công, bởi vì những kênh này phát các chương trình của họ đến tất cả các cáp TV địa phương sử dụng vệ tinh. Thêm nữa, đó là vệ tinh phát sóng lần đầu được sử dụng bởi mạng phát tivi ở Mĩ, giống như ABC, NBC, CBS, để đưa các kênh tới các trạm chi nhánh. Satcom 1 được sử dụng rộng rãi vì gấp đôi khả năng liên lạc của competing Westar 1 ở Mĩ, kết quả là giá thành hệ thống nhận phát tín hiệu rẻ hơn. Vệ tinh trong thập kỷ sau đó còn có nhiều hơn những hệ thống nhận phát.
Đến năm 2000, Hughes Space and Communications (bây giờ là Boeing Satellite Development Center) đã xây dựng gần 40 phần trăm của một trăm vệ tinh đang hoạt động toàn cầu. Nhánh nhà sản xuất vệ tinh khác gồm có Space Systems/Loral, Lockheed Martin Space Systems, Northrop Grumman, Alcetel Space, bây giờ là Thales Alenia Space, cùng với dòng Spacebus, và EADS Astrium.

### Vệ tinh quỹ đạo Trái Đất thấp

Quỹ đạo Trái Đất tầm thấp trong vùng màu xanh lơ

Vệ tinh quỹ đạo Trái Đất tầm thấp (Low Earth Orbit hay là LEO) có quỹ đạo tròn điển hình cao 400 km so với bề mặt Trái Đất và tương ứng với chu kỳ (thời gian quay quanh Trái Đất) là khoảng 90  phút. Vì độ cao thấp của nó, những vệ tinh này chỉ có thể nhìn thấy trong vòng bán kính 1000 km từ điểm chiếu xuống của vệ tinh. Thêm nữa, những vệ tinh thấp thay đổi vị trí của chúng so với bề mặt Trái Đất rất nhanh. Vì vậy cho một ứng dụng tại một nơi, cần số lượng lớn các vệ tinh này để kết nối không bị ngắt quãng.Việc phóng vệ tinh Quỹ đạo Trái Đất tầm thấp không tốn phí bằng việc phóng vệ tinh địa tĩnh, và vì ở gần mặt đất nên không đòi hỏi tín hiệu có cường độ lớn (nhớ rằng cường độ tín hiệu giảm tỉ lệ với bình phương khoảng cách). Do vậy sẽ có một sự cân nhắc giữa số lượng vệ tinh và giá cả. Ngoài ra, cũng có một sự khác biệt quan trọng trong việc lựa chọn các thiết bị dùng cho vệ tinh và thiết bị kết nối trên mặt đất để có thể hỗ trợ được hai loại yêu cầu nhiệm vụ.
Một nhóm các vệ tinh làm việc nhịp nhàng được gọi là một chòm vệ tinh. Hai chòm vệ tinh dự kiến sẽ cung cấp dịch vụ điện thoại vệ tinh, trực tếp đến nơi xa là hệ thống vệ tinh Iridium và Globarsatr. Hệ thống Iridium có 66 vệ tinh. Chòm vệ tinh khác tên là Teledesic, đứng sau là chủ hãng Microsoft Paul Allen có trên 840 vệ tinh. Chòm này sau này được giảm xuống còn 288 vệ tinh và đến cuối cùng kết thúc chỉ có một vệ tinh thử nghiệm được phóng.
Người ta còn có khả năng yêu cầu gián đoạn việc đưa tin, sử dụng một vệ tinh quỹ đạo thấp của việc lưu dữ liệu nhận được trong khi đi ngang qua một phần của Trái Đất và chuyển nó muộn hơn trong khi nó sang phần kia của Trái Đất. Đó là hệ thống CASCADE của CASSIOPE Canada. Một hệ thống khác sử dụng phương pháp này là Orbcomm

### Vệ tinh Molniya
Như đã nói, vệ tinh địa tĩnh được đặt để hoạt động trên đường xích đạo. Hệ quả là không phải lúc nào nó cũng thích hợp để cung cấp các dịch vụ ở các vĩ độ cao. Vệ tinh địa tĩnh thấp sẽ xuất hiện ở các đường chân trời, ảnh hưởng đến khả năng kết nối và là nguyên nhân của hiện tượng nhiễu đa đường (do giao thoa của sóng tới và sóng phản xạ từ mặt đất vào ăng-ten). Vệ tinh đầu tiên của họ vệ tinh Molniya được phóng vào 23 tháng 4 năm 1965 và được sử dụng để thí nghiệm truyền sóng TV đường dài từ Moscow đến một trạm thu tại Siberia và vùng viễn đông của Nga như Norilsk, Khabarovsk, Magada, Vladivostok. Tháng 11 năm 1967, các kỹ sư Xô Viết tạo ra hệ thống mạng TV quốc gia được truyền phát qua vệ tinh gọi là Orbita. Đó chính là cơ sở của vệ tinh Molniya.
Quỹ đạo Molniya có thể là một sự thay thế trong những trường hợp đó. Quỹ đạo Molniya có độ nghiêng cao, đảm bảo được độ cao (độ cao của vệ tinh so với đường chân trời. Một vệ tinh có độ cao bằng 0 tức là nằm trên đường chân trời, nếu có độ cao là 90° tức là  vuông góc với đường chân trời) trên những điểm được chọn trong cả phần cực bắc của quỹ đạo.
Xa hơn nữa, Quỹ đạo Molniya được thiết kế để vệ tinh di chuyển phần lớn thời gian của nó trên những vĩ tuyến bắc xa, trong khi đó đường chiếu xuỗng đất của quỹ đạo chỉ di chuyển nhỏ. Chu kỳ của nó là một nửa ngày, vì vậy vệ tinh có mặt cho mỗi nhiệm vụ trên một vùng 8h mỗi vòng. Theo cách này, một chòm 3 vệ tinh Molniya (cả dự phòng) có thể cung cấp độ phủ sóng không bị ngắt quãng.
Vệ tinh Molniya được sử dụng điển hình cho điện thoại và các dịch vụ TV xuyên Nga. Một chức năng khác là sử dụng chúng cho hệ thống radio di động (cả khi ở vĩ độ thấp) từ khi mà những chiếc xe đi xuyên qua các vùng thành phố cần truy cập tới vệ tinh ở độ cao lớn nhằm mục đích đảm bảo khả năng kết nối (ví dụ khi ở dưới các tòa nhà cao).

## Ứng dụng

### Điện thoại

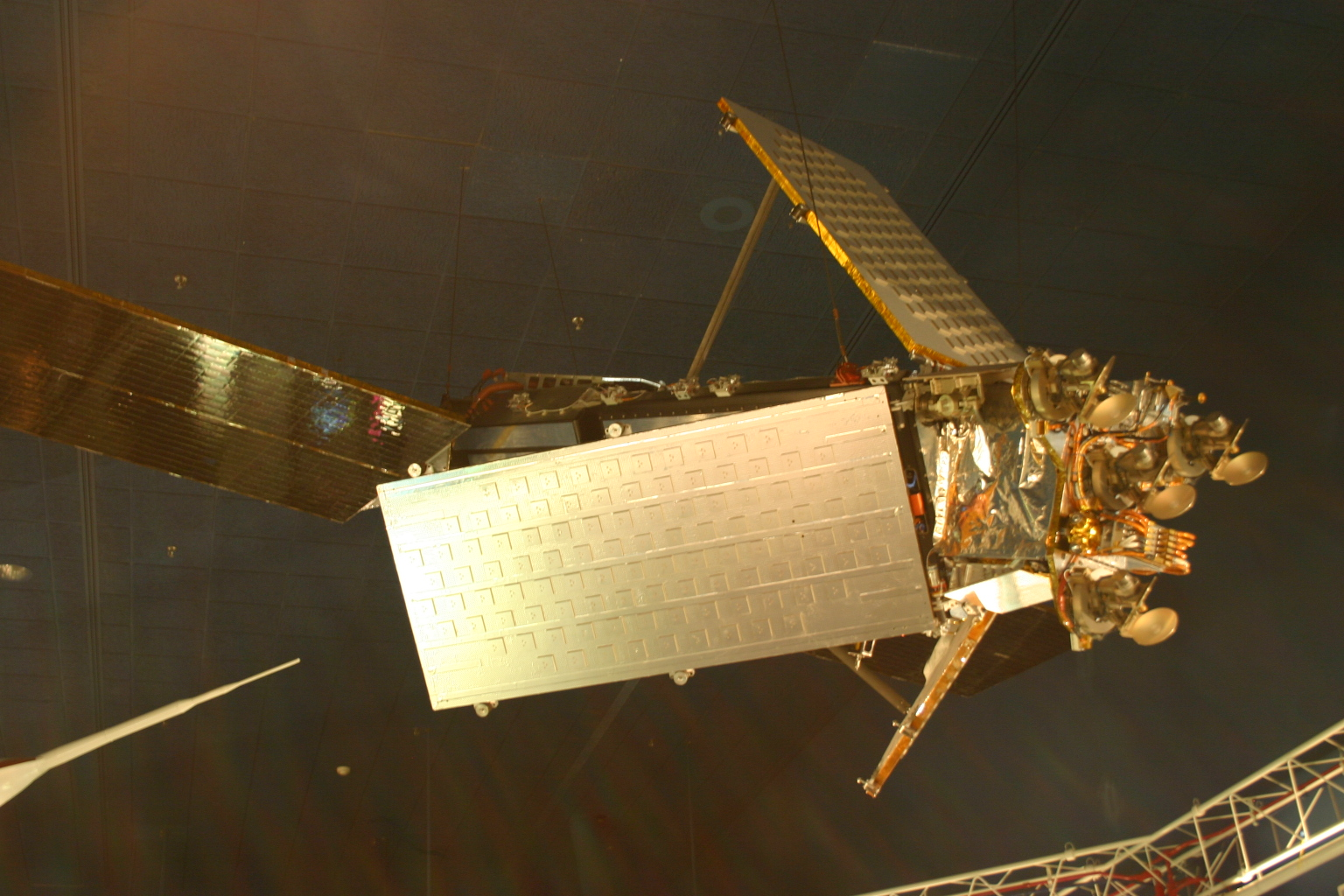
Chiếc vệ tinh Iridium

Ứng dụng lịch sử đầu tiên và quan trọng nhất cho liên lạc vệ tinh là điện thoại xuyên lục địa. Mạng lưới điện thoại cố định công cộng tiếp âm những cuộc gọi từ đường dây dưới đất lên trạm trên không, nơi mà sau đó được chuyển đến vệ tinh địa tĩnh. Đường xuống là một đường analog. Sự cải tiến trong liên lạc bằng dây dưới biển, qua đó việc sử dụng sợi cáp quang, là nguyên nhân của một vài sự suy tàn trong việc sử dụng vệ tinh cho điện thoại cố định trong thế kỷ 20, nhưng chúng vẫn phục vụ những đảo xa như đảo Ascension, Saint Helena, Diego Gảcia, và Easter Island, nơi mà viễn thông chưa có nhiều, ví dụ như vùng rộng lớn của nam Mĩ, châu Phi, Canada, Trung Quốc, Nga, và Australia. Liên lạc vệ tinh còn cung cấp sự kết nối cho rìa của Antarctica và Greenland.
Điện thoại vệ tinh kết nối trực tiếp đến một chòm của vệ tinh địa tĩnh hoặc vệ tinh quỹ đạo thấp. Cuộc gọi được chuyển đến cổng vệ tinh viễn thông kết nối được với mạng điện thoại công cộng.

### Truyền hình vệ tinh
Ti vi trở thành thị trường chính, nhu cầu của nó cho sự phát đông thời tương đối ít tín hiệu băng thông rộng đến rất nhiều các máy thu trở nên chính xác hơn với năng lực của vệ tinh địa tĩnh. Hai kiểu vệ tinh được sử dụng cho truyền và radio hình bắc Mĩ là vệ tinh truyền phát trực tiếp (Direct Broadcast Satllite DBS) và vệ tinh dịch vụ cố định (Fixed Service Satellite FSS).
Định nghĩa của vệ tinh FFS và DBS bên ngoài bắc Mĩ, đặc biệt là ở châu Âu còn mơ hồ. Hầu hết các vệ tinh được sử dụng trực tiếp đến ti vi gia đình ở châu Âu có cùng công suất phát ra như lớp vệ tinh DBS ở bắc Mĩ, nhưng sử dụng cùng sự phân cực tuyến tính như lớp vệ tinh FFS. Ví dụ những vệ tinh SÉ Átra, Eutelsat, và Hotbird nằm trên quỹ đạo trên lục địa châu Âu. Bởi vậy, khái niệm FFS và DBS được sử dụng ở khắp lục địa bắc Mĩ mà nhưng không quen thuộc ở châu Âu.

#### Vệ tinh dịch vụ cố định
Vệ tinh dịch vụ cố định sử dụng giải sóng C và phần thấp của giả K. Chúng được sử dụng để cung cấp tin tức truyền hình đến và từ mạng ti vi và các trạm liên kết địa phương (như chương trình cung cấp cho mạng truyền hình và các kênh), phát sóng trực tiếp, gián tiếp, cũng như được sử dụng cho đào tạo từ xa ở bởi nhà trường và trường đại học, ti vi thương mại, BTV, hội thảo video, các viễn thông qảng cáo bình thường. Vệ tinh FFS còn được sử dụng để phát kênh cáp quang quốc gia.
Các kênh ti vi vệ tinh miễn phí còn phát trên vệ tinh FFS ở giải K. Các vệ tinh Intersat Americas 5, Galaxy 10R, và AMC 3 trên lục địa bắc Mĩ còn cung cất một lượng lớn các kênh miễn phí ở giải tần K.

#### Vệ tinh phát sóng trực tiếp
Một vệ tinh phát sóng trực tiếp là một vệ tinh liên lạc mà truyền đến đĩa vệ tinh DSB nhỏ (thường là 18 đến 24 inches hay 45 to 60 cm in diameter). Vệ tinh phát trực tiếp thường hoạt động ở phần trên của vi sóng giải Ku. Công nghệ DBS được sử dụng cho dịch vụ vệ tinh định hướng DTH (Direct To Home), như truyền hình trực tiếp, mạng ăng ten chảo ở Mĩ, Bell TV và Shaw Diẻct ở Canada, Freesat và Sky Digital ở Anh, cộng hòa Ireland, New Zealand.
Hoạt động ở dải tần thấp hơn và công suất thấp hơn DBS, Vệ tinh FFS đòi hỏi nhiều chảo lớn hơn để nhận tín hiệu (đường kính thường là 3 đến 8 feet (1 to 2.5m) for Ku,và12 feet (3.6m) hoặc lớn hơn cho giải C) Chúng sử dụng phân cực tuyến tính cho mỗi hệ thống bộ tách sóng RF (trái với phân cực tròn sử dụng bởi vệ tinh DSB), nhưng đâu là sự khác nhau không đáng kể và người dùng không để ý tới. Công nghệ vệ tinh FSS còn được sử dụng từ đầu cho TV vệ tinh DTH từ cuối những năm 1970 đến đầu những năm 1990 ở Mĩ dưới dạng máy thu TVRO (TeleVision Receive Only) và chảo. Nó còn được sử dụng ở dải tần Ku.

### Công nghệ vệ tinh di động
Ban đầu 
Initially available for broadcast to stationary TV receivers, by 2004 popular mobile direct broadcast applications made their appearance with that arrival of two satellite radio systems in the United States: Sirius and XM Satellite Radio Holdings. Một số nhà sản xuất còn giới thiệu những ăng ten đặc biệt cho việc thu ti vi DBS di động. Sử dụng công nghệ GPS như là một sự tham khảo, những ăng ten này tự động nhắm tới vệ tinh không quan trọng nó ở đâu và được gắn trên phương tiện nào. Những ăng ten vệ tinh di động này được phổ biến với một số phương tiện giải trí. Ăng ten di động DBS còn được sử dụng bởi JetBlue Airline cho truyền hình trực tiếp, mà hành khách có thể xem trên màn hình LCD trên khoang được gắn với ghế ngồi.

### Radio vệ tinh
Radio vệ tinh mang đến dịch vụ âm thanh cho một số quốc gia, đáng chú ý là Mĩ. Dịch vụ di động cho phép người nghe bắt sóng trên đất liền, nghe cùng một chương trình ở bất kỳ đâu.
Radio vệ tinh hay SR (Subscription Radio) là tín hiệu radio kỹ thuật số mà được phát bởi sự liên lạc vệ tinh, có thể bao phủ một vùng rộng lớn hơn rất nhiều so với tín hiệu radio trên mặt đất.
Radio vệ tinh cung cấp sự thay thế đầy ý nghĩa cho dịch radio mặt đất trên một số quốc gia, đáng chú ý là Mĩ. Dịch vụ di động như Sirius, XM, và Worldspace, cho phép người nghe bắt sóng qua cả lục địa, nghe cùng chương trình phát thanh bất kỳ đâu họ tới. Trong mọi trường hợp anten phải có một tầm nhìn thông thoáng tới vệ tinh. Trên các vùng mà có nhà cao, cầu, hay gara ô tô tín hiệu bị che khuất, thiết bị nhắc có thể đặt lại để làm cho có tín hiệu tới người nghe.
Dịch vụ radio thường được cung cấp bằng những dự án và trên cơ sở khuyên góp. Một vài dịch vụ khác sở hữu độc quyền tín hiệu, yêu cầu phần cứng đặc biệt để giải mã và chơi. Nhà cung cấp thường mang đến những thông tin đa dạng, thời tiết,thể thao, kênh ca nhạc, cùng với kênh ca nhạc bình dân được miễn phí do quảng cáo.
Trong những vùng mật độ dân số cao phát sóng mặt đất sẽ dễ hơn và rẻ hơn để tiếp cận phần lớn dân số. Vì vậy ở UK và một số quốc gia khác cuộc cách mạng của dịch vụ radio tập trung vào phát sóng âm thanh kĩ thuật số DAB (Digital Audio Broadcasting) hay HD radio hơn là radio vệ tinh.

### Radio nghiệp dư
Những nhà hoạt động radio nghiệp dư phải truy cập tới những vệ tinh OSCAR được thiết kế đặc biệt để mang sự truyền phát của radio nghiệp dư. Hầu hết các vệ tinh như thế hoạt động như là những thiết bị nhắc không gian, và thường được truy nhập những người nghiệp dư được trang bị bằng thiết bị radio siêu cao tần UHF (Ultra High Frequency) hoặc VHF và ăng ten định hướng cao như ăng ten Yagi, hay ăng ten chảo. Vì chi phí phóng, hầu hết những vệ tinh không chuyên được phóng ở những quỹ đạo Trái Đất thấp, và được thiết kế để phân phối một số lượng có hạn các liên lạc trong một thời gian cho trước nào đó. Một số vệ tinh còn cung cấp dịch vụ chuyển dữ liệu sử dụng AX.25 hay các giao thức tương tự.

### Vệ tinh Internet
Sau những năm 1990, kỹ thuật thông tin vệ tinh đã được sử dụng như là tiềm lực để kết nối internet thông qua giải truyền kết nối dữ liệu. Điều này có thể rất hữu ích cho người dùng ở những nơi rất xa và không thể truy cập được đường truyền băng thông rộng.

### Ứng dụng trong quân đội
Liên lạc vệ tinh được sử dụng trong các ứng dụng thông tin liên lạc quân đội, như "hệ thống chỉ huy và điều khiển toàn cầu" (Global command and control systems). Một số ví dụ về hệ thống sử dụng liên lạc vệ tinh trong quân đội như: MILSTAR, DSCS, FLTSATCOM của quân đội Mĩ, những vệ tinh NATO, những vệ tinh của Anh, những vệ tinh của liên bang Sô Viết. Rất nhiều các vệ tinh quân sự hoạt động ở giả tân X, và một số còn sử dụng sóng radio UHF, trong khi đó MILSTAR còn tận dụng giải Ka.

### Dẫn đường
Một trong những ứng dụng lôi cuốn của vệ tinh là hệ thống định vị toàn cầu GPS (Global Positioning System). Nó là ứng dụng trực tiếp cho dẫn đường. Có một mạng lưới 24 đến 32 vệ tinh trong quỹ đạo trung bình Trái Đất quay đều vòng quanh Trái Đất trong những đường bay chồng chéo lên nhau cho mục đích này. Chúng sử dụng vi sóng tần số khoảng 1,57542 GHz và 1,2276 GHz. Máy thu trên Trái Đất nhận lấy tín hiệu từ 4 vệ tinh đồng thời. Máy thu sử dụng bộ vi xử lý tính toán và hiển thị chính xác vị trí theo dạng kinh độ và vĩ độ.

## Đường dẫn ngoài
- Satellite Industry Association.
- European Satellite Operators Association. Lưu trữ ngày 6 tháng 10 năm 2008 tại Wayback Machine
- Online Satellite Glossary & Resource for Satcoms.
- SatMagazine an on-line magazine on communications satellites.
- SatNews an on-line directory of communications satellites.
- LyngSat, an on-line directory of FSS & DBS communications satellites, and their transponder information
- The future of communication satellite business
- Communications satellites short history Lưu trữ ngày 12 tháng 5 năm 2015 tại Wayback Machine by David J. Whalen
- Beyond The Ionosphere: Fifty Years of Satellite Communication (NASA SP-4217, 1997) – an entire book online—scroll down for "contents" link.
- NASA experimental communications satellites Lưu trữ ngày 4 tháng 10 năm 2003 tại Wayback Machine
- Syncom 2 satellite description
- Lloyd’s Satellite Constellations Lưu trữ ngày 13 tháng 7 năm 2007 tại Wayback Machine
- An Overview of Satellite Operating Frequencies and their Applications. Lưu trữ ngày 20 tháng 12 năm 2009 tại Wayback Machine
- Computation of radiowave attenuation in the atmosphere